# Ahmed Gomaa Ahmed Radwan
Ahmed Gomaa Ahmed Radwan est un professeur égyptien de technologie de l'ingénierie et de sciences appliquées à la Faculté d'ingénierie de l'Université du Caire, en Égypte. Il est membre élu de l'Académie africaine des sciences et membre senior de l'Institut des ingénieurs électriciens et électroniciens.

## Biographie

### Enfance, éducation et débuts
Ahmed Gomaa a fréquenté l'Université du Caire du niveau licence jusqu'au doctorat. Il obtient son baccalauréat en communications électroniques en 1997. Deux ans plus tard, il passe un diplôme en mathématiques pour l'ingénierie et fait une maîtrise en 2002 dans la même spécialité. Il obtient son doctorat en mathématiques de l'ingénierie en 2006.

### Carrière
Il est directeur du Centre des systèmes intégrés de nanoélectronique de l'Université du Nil et directeur du Centre technique de développement de carrière (TCCD) de l'Université du Caire,. Il est actuellement responsable par intérim de la recherche et des projets sponsorisés à l'Université du Nil, en Égypte.

## Prix et distinctions
En 2003, il remporte le prix du meilleur mémoire de maîtrise (2001-2004) à la Faculté d'ingénierie de l'Université du Caire, Égypte. En 2011, il remporte le 2ème prix du meilleur article à la conférence internationale de microélectronique (ICM) à Tunis. En 2012, il obtient le statut de membre senior de l'IEEE. La même année, il reçoit le prix d'excellence de l'État. En 2013, il remporte le prix des sciences physiques au concours international d'édition 2013 de l'institution Misr El-Khair. La même année, il remporte le prix des réalisations de l'Université du Caire. En 2014, il a été sélectionné comme membre du premier conseil scientifique du Centre égyptien pour l’avancement de la science, de la technologie et de l’innovation (ECASTI). En 2016, il a remporté le prix Prof. Mohamed Amin Lotfy. En 2018, il est médaillé d'État de première classe des sciences et des arts et en 2019, il décroche le prix d'excellence de l'État et remporte également le prix scopus en ingénierie et technologie